# Comté de Franklin (Massachusetts)
Pour les articles homonymes, voir Comté de Franklin.
Le comté de Franklin est un comté du Commonwealth du Massachusetts aux États-Unis. Au recensement de 2000, il comptait 71 535 habitants. Son siège est Greenfield.

## Villes du comté de Franklin
- Hawley